# Rosario Boscacci
Pour les articles homonymes, voir Boscacci.
 (février 2024).
L'article doit être relu — et modifié si nécessaire — par des contributeurs indépendants pour apporter un regard critique aux contributions effectuées en violation des conditions d'utilisation de Wikipédia, tant sur la forme (notamment concernant le style encyclopédique, la proportionnalité) que sur le fond (la neutralité de point de vue, la qualité et l'indépendance des sources).
(Politique pour les contributions rémunérées | Comprendre le dépubage | En discuter)
 (septembre 2019).
Rosario Boscacci, né le 6 juin 1950 à Pully (Canton de Vaud), est un promoteur immobilier, un entrepreneur, un philanthrope, un producteur et un écrivain suisse d'origine tessinoise. Il a écrit plusieurs recueils de poèmes et d'aphorismes.

## Biographie
Son père, originaire d'une famille paysanne du Tessin, était commerçant en textile. Sa mère, artiste peintre, venait d'une famille de médecins. Elle a écrit au début des années 70 un script appelé la "Croisière s'amuse", qui deviendra la série télévisée américaine du même nom en 1976[réf. nécessaire]. Rosario affirme avoir eu une enfance difficile. Sa scolarité se fait dans 4 pays et 16 établissements différents. Il quitte la maison à 16 ans, il deviendra mannequin et danseur pour ses fins de mois. À 19 ans, il rencontre Christine Schwank et se marie la même année. Il deviendra père à l'âge de 20 ans.
Lors de l'assemblée générale du 10 décembre 1973 de la Société Vaudoise des Sciences Naturelles, il y est admis en qualité de doctorant en éthologie. À 24 ans, il entame une carrière dans les renseignements. Il devient ensuite publicitaire en Afrique, puis membre du directoire d'une banque privée à Genève. Il travaille aussi avec la police privée pour des missions à l'étranger.
En 1978, mission pour le CICR, la même année mission diplomatique en Guinée équatoriale pour la PNUD (Programme des Nations unies pour le développement).
Dans les années 1980, il débute dans l'immobilier pendant les années fastes. Au début des années 90, il commence à développer des projets immobiliers dans les Alpes. De 1989 à 1999, il tient en partenariat le restaurant Michelangelo à Crans-Montana. En 1999 il fonde Attica Immobilier, une société spécialisée dans le courtage. Toujours en 1999, il crée la Fondation AClem en faveur des enfants dans le besoin. Cette fondation agit principalement au Myanmar, en Ouganda, en Tanzanie (Zanzibar) et au Kenya.
En 1990, il reprend le flambeau du Cinécran, la salle de cinéma de Crans-Montana. Il se tente également à la production avec notamment Netchaïev est de retour, réalisé par Jacques Deray avec Yves Montand dans le rôle principal. Au total, pendant sa carrière, il crée 18 sociétés commerciales diverses.
Il fonde la société Attica Promotions en 2012 dont l'activité est la promotion, la construction, le conseil, l'achat, la vente, le courtage et toute activité dans le domaine de l'immobilier. Des projets dans d'autres pays que la Suisse sont aussi réalisés, notamment au Kenya, en Argentine, en France, au Portugal, en Ouganda, au Myanmar, en République Dominicaine et en Belgique. Au long de sa carrière, il construit 54 promotions immobilières. Toujours en 2012, il fonde la société Attica Art qui a pour but l'achat, la vente et la représentation d'objets d'art contemporain et ethnique,. En 2016, il fonde Attica Résidences SA, société qui dirige actuellement une résidence hôtelière du même nom établi à St-Sulpice, dans le canton de Vaud.
En 2024, il fonde la Fondation World Archiver[source insuffisante] avec Gaëtan Constantin, Aurélien Pierre Essig et Baptiste Mabillard. Cette fondation a pour but de rendre la planète et ses espèces, humaines et animales, perpétuelles.

## Autres rôles
- Membre de l'Association Vaudoise des Écrivains (AVE)[12]

## Publications
- Illusions I, Pensées - Maximes, 1993
- Illusions II, Aphorismes - Poèmes, 1996
- Illusions III, Pensées - Maximes, Aphorismes - Poèmes, 1999
- Anthologie - Paris, Poèmes - Nouvelles, 2002
- Pensées & Émotions, Pensées - Maximes, Aphorismes - Poèmes, 2008
- Les Mots ne sont pas seulement de l'Encre, Pensées - Aphorismes - Émotions, 2022

## Vie privée
Rosario Boscacci confie aux médias que la paternité est le fil conducteur de sa vie. Marié depuis l'âge de 19 ans, il est le père de 5 garçons, dont le dernier né à la veille de ses 60 ans. Grand passionné des voyages, son esprit d'aventurier et d'homme libre lui vaut la visite de plus de 184 pays et plus de 80 îles.